# ザンジバル保護国

ザンジバル保護国
Zanzibar Protectorate

国歌: National March for the Sultan of Zanzibar

ザンジバル保護国（英語: Zanzibar Protectorate）は、1890年から1963年までザンジバルに存在したイギリスの保護国。保護国ではあるが、ザンジバル・ブーサイード朝のスルターンはザンジバル・スルターン国から継承し、ザンジバル王国まで続いた。

## 歴史

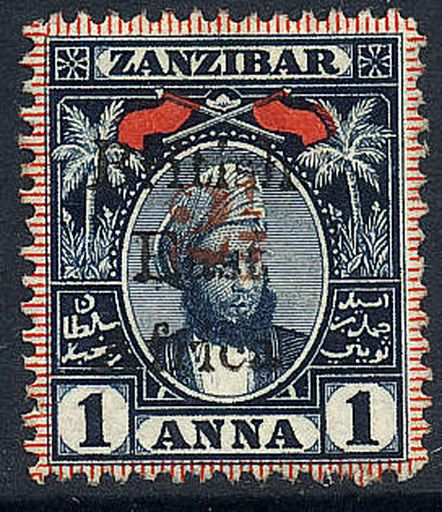
1897年発行の切手。イギリス領東アフリカで流用するため、スタンプで上書きされている

1890年、ヘルゴランド＝ザンジバル条約によりザンジバル・スルターン国が保護国化されたことにより成立。1891年に保護国政府が設立され、初代首相にロイド・マシューズが就任した。1892年2月には、最初の新聞であるGazette for Zanzibar and East Africaが英語で発行され、これは紙名を変更しながら1964年まで発行された。この他、アラビア語、スワヒリ語、ウルドゥー語の新聞も発行されていた。
初代（ザインジバル・ブーサイード朝4代）スルターンアリー・ビン・サイードは後継者を指名することなく1893年に没し、イギリスは、オマーンのスルターンスワイニー・ビン・サイードの子ハマド・ビン・スワイニーを擁立したが、この時点でハーリド・ビン・バルガッシュとハムード・ビン・ムハンマドが候補として名前を挙げられていた。1895年には、ザンジバル初の切手が発行されている。また、この年ザンジバルがアフリカ大陸沿岸に有していた10マイル幅の土地がザンジバル領であることをイギリスと確認しており、これが後のイギリス領東アフリカ、ケニアに影響することとなった。沿岸部を帝国イギリス東アフリカ会社が租借する代償としてスルターンは年間11,000ポンド（これに加えて、ドイツから支払われることになっていた租借料200,000ポンドの利子として6,000ポンド）を得た。また、この年ケニア沿岸部のタカウングにてマズルイの乱が発生、6月にはザンジバル総督アーサー・ヘンリー・ハーディングによりザンジバルからも160人の出兵が行われた。
1896年8月25日、ハマド・ビン・スワイニーの没後ハーリド・ビン・バルガッシュが即位するも、直後のイギリス・ザンジバル戦争でその座を追われ、8月27日にはハムード・ビン・ムハンマドがスルターンとなった。1897年4月5日には、奴隷制度と奴隷貿易が終焉を迎えている。
ハムード・ビン・ムハンマドは1902年7月18日に没し、勉学のためイギリスに送られていた子のアリー・ビン・ハムードが後を継いだ。アリー・ビン・ハムードは旅行者として知られ、主にヨーロッパを旅したが病弱であり、1911年12月16日いとこのハリーファ・ビン・ハルーフに譲位した。
ハリーファ・ビン・ハルーフは、1913年に議長をスルターン、副議長を総督代理（Resident、領事もしくは総領事に相当）とする保護国議会を設立した。なお、1913年7月には、管轄が外務省から植民地省に移管されている。第一次世界大戦においてはザンジバルへの影響は微細なものにとどまったが、第二次世界大戦では物資の欠乏に悩まされることとなった。
1920年7月23日、イギリス領東アフリカの内陸部が直轄地に変更された。その一部がケニア植民地となったことでスルターンは地域に対する主権を喪失したが、沿岸部の10マイル幅の地域はなおスルターンとの合意によりザンジバルに属していた。沿岸地域は「ケニア保護国」として扱われ、主権はザンジバルの元に置かれていた。ケニア保護国の行政は、1895年12月14日の合意に基づき、ケニア植民地の管轄となっていた。結果、ケニア植民地は内陸部を、ケニア保護国は沿岸部10マイルを指す地位として、ケニア独立まで用いられた。1924年、ジュバランドのイタリアへの割譲に伴い、租借料が10,000ポンドに減額された。
第二次世界大戦後、現地住民による政党の結成などの政治参加が可能になると、1957年には選挙が行われた。黒人を支持母体とするアフロ・シラジ党とアラブ人を支持母体とするザンジバル国民党が活動した。
1960年10月、ハリーファ・ビン・ハルーフ没後にアブドゥッラー・ビン・ハリーファが即位。11月より独立のため新政府編成準備に入り、1月には制憲議会選挙が行われた。ザンジバル国民党が13議席、アフロ・シラジ党が10議席という選挙結果は、人種暴動を招くこととなった。だが、自治への流れはもはや留められるところではなく、イギリスは1963年6月に自治政府を設立した。7月にアブドゥッラー・ビン・ハリーファが没し、ジャムシード・ビン・アブドゥッラーが即位、12月10日ザンジバル王国として独立した。この過程で、12月12日に独立するケニアに対し、10月8日に沿岸部の主権を放棄している。